# 皇后水道
皇后水道（76°11′N 96°00′W / 76.183°N 96.000°W）是穿過加拿大北極群島中部的基基克塔盧克地區，努納福特地區中部的一條天然水道。它被巴瑟斯特島（向西），康沃利斯和小康沃利斯島（南部），貝利哈密爾頓島和鄧達斯島（向東）和德文島（向東北）。向北，航道通向潘妮海峽，向西南通向克羅齊爾海峽和普倫海峽，並向東進入威靈頓海峽。